# مجموعة دول أوروبا الغربية ودول أخرى

الدول الأعضاء والمراقبة في مجموعة دول أوروبا الغربية ودول أخرى

مجموعة دول أوروبا الغربية ودول أخرى هي إحدى المجموعات الإقليمية غير الرسمية الخمس في الأمم المتحدة التي تعمل كتكتلات للتصويت ومنتديات للتفاوض. وقد شكلت تكتلات الاقتراع الإقليمية في عام 1961 لتشجيع التصويت على مختلف هيئات الأمم المتحدة من المجموعات الإقليمية. اعتبارًا من عام 2010، بلغ عدد الدول الأعضاء 28 دولة، بالإضافة إلى مراقب واحد. وجميع الأعضاء تقريبًا من أوروبا الغربية، ولكن مجموعة أوروبا الغربية ودول أخرى غير عادية في أن الجغرافيا ليست العامل الوحيد المحدد؛ وتنقسم أوروبا بين مجموعة أوروبا الغربية ودول أخرى ومجموعة أوروبا الشرقية، وتشم مجموعة أوروبا الغربية ودول أخرى أيضًأ كندا، و‌أستراليا، و‌نيوزيلندا، التي تنحدر ثقافيًا وسياسيًا من دول أوروبا الغربية ولكنها تقع بعيدًا عنها. إسرائيل أيضًا عضو دائم، بسبب روابطها الثقافية والتاريخية القوية مع أوروبا الغربية وعدم قدرتها على الانضمام إلى المجموعة الآسيوية بسبب معارضة من جانب البلدان العربية. وتضم المجموعة أيضًا مراقبًا واحدًا، وهو الولايات المتحدة التي اختارت طوعًا عدم المشاركة كعضو، وتحضر الاجتماعات بصفة مراقب فقط. غير أنها تعتبر عضوًا في تقديم مرشحين لأغراض انتخابية في الجمعية العامة للأمم المتحدة. وتشارك تركيا مشاركة كاملة في كل من مجموعة دول أوروبا الغربية ودول أخرى والمجموعة الآسيوية، ولكن للأغراض الانتخابية تعتبر عضوًا في مجموعة دول أوروبا الغربية ودول أخرى فقط.

## الدولة الأعضاء في مجموعة دول أوروبا الغربية ودول أخرى

### الأعضاء الدائمين الأوروبيين
| - أندورا - النمسا - بلجيكا - الدنمارك - فنلندا - فرنسا - ألمانيا - اليونان | - آيسلندا - أيرلندا - إيطاليا - ليختنشتاين - لوكسمبورغ - مالطا - موناكو - هولندا | - النرويج - البرتغال - سان مارينو - إسبانيا - السويد - سويسرا - تركيا - المملكة المتحدة |

### الأعضاء الدائمون غير الأوروبيين
- أستراليا
- إسرائيل
- كندا
- نيوزيلندا

## مراقب مجموعة دولة أوروبا الغربية ودول أخرى
- الولايات المتحدة